# Козак Богдан Романович (футболіст)
Богдан Романович Козак (нар. 29 травня 2001, Мостиська, Львівська область, Україна) — український футболіст, центральний півзахисник тернопільської «Ниви».

## Життєпис
Народився в місті Мостиська. Вихованець місцевої ДЮСШ (перший тренер — Андрій Ігорович Шагалов), у футболці якої виступав в юнацькому чемпіонаті Львівської області. У ДЮФЛУ з 2013 по 2018 рік виступав за «УФК-Карпати». Влітку 2018 року переведений до юнацької (U-19) команди «зелено-білих», а наступного сезону дебютував у молодіжному чемпіонаті України.
На початку серпня 2020 року став гравцем інших «Карпат». У футболці галицького клубу дебютував 28 серпня 2020 року в програному (1:2) домашньому поєдинку першого раунду кубку України проти тернопільської «Ниви». Богдан вийшов на поле в стартовому складі та відіграв увесь матч. У Другій лізі України дебютував 6 вересня 2020 року в нічийному (2:2) домашньому поєдинку 1-го туру групи А проти борщагівської «Чайки». Козак вийшов на поле в стартовому складі та відіграв увесь матч. Першим голом на професіональному рівні відзначився 27 вересня 2020 року на 78-й хвилині переможного (3:1) домашнього поєдинку 4-го туру групи А Другої ліги України проти львівських «Карпат». Богдан вийшов на поле в стартовому складі, на 57-ій хвилині отримав жовту картку, а на 90-й хвилині його замінив Тарас Томин. У сезоні 2020/21 років зіграв 20 матчів у Другій лізі України (5 голів) та 1 поєдинок у кубку України.

## Нива Тернопіль
Наприкінці липня 2021 року підсилив «Ниву». У футболці тернопільського клубу дебютував 1 серпня 2021 року в програному (0:1) виїзному поєдинку 2-го туру Першої ліги України проти криворізького «Кривбасу». Козак вийшов на поле на 86-й хвилині, замінивши Ігора Семенину. Дебютним голом у складі тернополян відзначився 27 листопада 2022 року на 3-ій хвилині у виграному (0:3) виїзному поєдинку 14-го туру Першої ліги України групи А проти чернівецької "Буковини". У цьому матчі оформив дубль, відзначившись двічі на 3-ій і 85-ій хвилинах.